# Ichneumon vigilatorius
Ichneumon vigilatorius là một loài tò vò trong họ Ichneumonidae.